# Ana Isabel Abengózar Castillo
Ana Isabel Abengózar Castillo (Alcázar de San Juan, 12 juny de 1977) és una advocada i política espanyola del Partit Socialista Obrer Espanyol (PSOE).
Va néixer el a Alcázar de San Juan. Advocada de professió i regidora al cap de diverses àreas de l'Ajuntament d'Alcázar de San Juan entre 2003 i 2011, es va presentar al número 4 de la candidatura del PSOE per Ciudad Real a les eleccions a les Corts de Castella-la Manxa de 2015, i va ser elegida diputada de la ix legislatura del parlament regional, prenent possessió el 18 de juny de 2015. A l'octubre de 2017 va ser nomenada secretària de Política Sanitària de la Comissió Executiva Regional del PSOE Castella-la Manxa.